# Pepe Sánchez (músico)
José Vivanco Sánchez Hecheverría (Santiago de Cuba, 19 de marzo de 1856-3 de enero de 1918), más conocido como Pepe Sánchez, fue un trovador cubano considerado como el precursor del bolero.